# The Rejected Lover's Luck
The Rejected Lover's Luck è un cortometraggio muto del 1913 sceneggiato e diretto da William Duncan. Aveva il sottotitolo The Madonna of the Tubs Wins a Millionaire.

## Produzione
Il film fu prodotto dalla Selig Polyscope Company.

## Distribuzione
Distribuito dalla General Film Company, il film - un cortometraggio di una bobina - uscì nelle sale cinematografiche statunitensi il 19 settembre 1913.